# Стерковец
Стерковец (пол. Sterkowiec) — остановочный пункт в селе Стерковец в гмине Бжеско, в Малопольском воеводстве Польши. Имеет 2 платформы и 2 пути.
Остановочный пункт на ведущей к польско-украинской границе железнодорожной линии Краков-Главный — Медыка.